# Bacteriostático

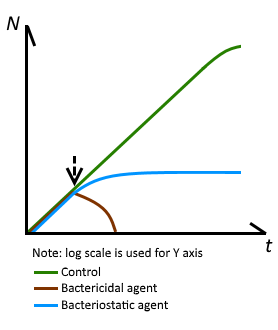
Una ilustración muestra los diferentes efectos del agente bacteriostático y del agente bactericida.

Un efecto bacteriostático es aquel que, aunque no produce la muerte a una bacteria, impide su reproducción; la bacteria envejece y muere sin dejar descendencia. Un efecto bacteriostático es producido por sustancias bacteriostáticas, secretadas por los organismos como medios defensivos contra las bacterias.

## Sustancias bacteriostáticas
- Lactoperoxidasa
- Ácido láctico
- Ácido fusídico
- cloranfenicol